# Test za trudnoću
Test za trudnoću je metoda kojom se pokušava odrediti je li žena trudna. Indikatori trudnoće mogu se naći u urinu i krvi, a test za trudnoću funkcionira na principu uzorkovanja neke od tih tvari. Prva otkrivena među tim tvarima je humani korioniski gonadotropin (hCG). 1930. otkriveno je da ga proizvodi sinciciotrofoblast zametka. 
Prisutnost hCG-a je pouzdan znak trudnoće, ali ne može se detektirati prije implantacije zametka u stijenku maternice:,  zbog čega se u ranim fazama trudnoće često javljaju lažni negativni testovi. Opstetricijska ultrasonografija se također primijenjuje u dokazivanju trudnoće. Počela se koristiti u 1960-ima, dok je prvi kućni test za trudnoću osmišljen 1968. Kućni testovi za trudnoću pojavili su se na europskom i američkom tržištu tijekom 1970-ih.

## Suvremeni testovi
Test za trudnoću koji u najranijem razdoblju trudnoće daje rezultate se zasniva na otkrivanju ranog faktora trudnoće (eng. early pregnancy factor, EPF), koji se može odrediti u krvi već nakon 48 sati od oplodnje. Međutim, ovo testiranje je dugotrajno i skupocjeno.
Većina kemijskih testova za trudnoću traži prisutnost beta podjedinice hCG-a ili humanog korionskog gonadotropina u krvi ili urinu. hCG se javlja u krvi i urinu nakon implantacije zametka, koja se javlja šest do dvanaest dana nakon oplodnje. Kvantitativni krvni (serum beta) testovi mogu odrediti koncentracije hCG-a niske do 1 mIU/mL, dok je prag urinskih test traka od 10 mIU/mL do 100 mIU/mL, ovisno o marki. Prag kvalitativnog krvnog testa najčešće je 25 mIU/mL, tako da ima manji prag osjetljivosti nego mnogi kućni testovi. Većina kućnih testova za trudnoću zasniva se na metodama bočnog toka imunokromatografije.
Ultrazvukom se gestacijska vreća ponekad može uočiti nakon četiri i pol tjedna trudnoće (približno dva i pol tjedna nakon ovulacije), a žumanjčana vreća nakon otprilike pet tjedana trudnoće. Zametak se može promatrati i mjeriti nakon otprilike pet i pol tjedana. Otkucaji srca se naziru nakon šest tjedana, dok su jasno vidljivi nakon sedam tjedana trudnoće.

## Točnost
Kritika objavljena 1998. prikazala je kako neki kućni testovi za trudnoću, kada ih koriste iskusni tehničari, pokazuju gotovo jednaku točnost kao i profesionalno laboratorijsko testiranje (97,4%). Međutim, kada ih koriste obični ljudi, točnost pada na 75%; autori kritike su primijetili kako mnogi ljudi nisu pravilno slijedili upute na pakiranju testa. Zbog nepravilnog korištenja testa znaju se javljati lažno negativni i lažno pozitivni rezultati.

### Lažno negativni rezultati
Lažno negativni rezultati znaju se javiti kada je test urađen prerano. Kvantitativni krvni testovi i najosjetljiviji krvni testovi obično zabilježe prisutnost hCG kratko nakon implantacije, koja se javlja 6 do 12 dana nakon ovulacije.  Koncentracije hCG-a nastavljaju se podizati tijekom prvih 20 tjedan trudnoće, tako da vjerojatnost za dobivanje lažno negativnog rezultata. 
 Menstruacija se obično javlja 14 dana nakon ovulacije, tako da je vjerojatnost lažno negativnog testa niska kada menstruacija kasni.
Ovulacija se, međutim, ne javlja u predvidljivo vrijeme menstrualnog ciklusa. Velik broj čimbenika može uzrokovati neočekivano ranu, odnosno kasnu ovulaciju, čak i kod žena koje inače imaju ustaljen menstrualni ciklus. Korištenjem ovulacijskih prediktora (OPK) ili promatranjem cervikalne sluzi i bazalne tjelesne temperature može se preciznije odrediti kad bi bilo bolje napraviti test nego brojanjem dana.
Točnost testa za trudnoću je najbliže povezana s danom ovulacije, a ne danom seksualnog odnosa ili inseminacije koja je uzrokovala trudnoću. Spermiji mogu preživjeti i do pet dana u jajovodima, čekajući da se dogodi ovulacija.  Ponekad treba još 12 dana da se dogodi cija, što znači da i najosjetljiviji testovi za trudnoći mogu davati lažno negativne rezultate čak 17 dana nakon seksualnog odnosa koji je uzrokovao trudnoću. 

### Lažno pozitivni rezultati
Lažno pozitivni rezultati mogu se javljati iz više razloga, uključujući greške u primjenit testa, korištenje lijekova koji sadrže molekule hCG-a, i proizvodnja hCG-a izvan trudnoće.  Urinski testovi znaju biti negativni kada se konzumiraju sljedeći lijekovi: klorpromazin, fenotiazin, metadon i drugi. Lažno pozitivan test zna se javiti i kada se očita nakon više od 3–5 minuta koliko najčešće piše u uputama, kao i kada testu istekne rok trajanja.
Žena koja je primala injekcije hCG-a kao dio liječenja neplodnosti također ima pozitivne testove na hCG, unatoč tome što nije trudna. Međutim, neki lijekovi za neplodnost (npr.  klomifen) ne sadrže hormon hCG.Neke bolesti jetre, tumori i druga medicinska stanja mogu uzrokovati povišenu koncentraciju hCG-a i tako nastane lažno pozitivan test. Među njima su koriokarcinom i drugi tumori zametnih stanica, manjak imunoglobulina A, heterofilna antitijela i gestacijska trofoblastična bolest.

## Održavanje trudnoće
Testovi za trudnoću često se koriste da bi se odredila i sposobnost preživljenja trudnoće. Rade se opsežni krvni testovi, obično u razmaku 3-4 dana. Razine hCG-a ispod 1,200 mIU/ml the hCG usually obično se udvostruče svakih 48–72 sata, iako se povišenje za 50–60% još uvijek smatra normalnim. Kada je razina hCG-a u serumu između 1,200 i 6,000 mIU/ml za udvostručivanje treba 72–90 sata, a za vrijednost iznad 6,000 mIU/ml, potrebno je više od četiri dana. Kada se vrijednosti ne povećavaju pravilno, postoji snažan rizik za pobačaj ili je moguća ektopična trudnoća.
Ultrazvuk je također česta metoda za određivanje sposobnosti održavanja trudnoće. Niži broj otkucaja srca mogu ukazivati na probleme u trudnoći. Dijagnoza se, međutim, ne smije raditi na osnovu samo jednog ultrazvučnog pregleda. Ako rezultati prvog ultrazvučnog predmeta ukazuju na neku nepravilnost, potrebno je ponoviti nakon 7–10 dana.